# 王静嫔
王靜嬪，名失考。王瓚之女，明朝明世宗朱厚熜之嬪。

## 生平
王氏的出生及去世時間均不詳，僅知她是「京選」出身。嘉靖十五年二月初九日，勑諭禮部曰：「今月二十六日，冊淑女王氏為昭嬪、李氏為敬嬪、王氏為靜嬪」，二月二十六日，命侯郭勛、伯陳鏸、衛錞為正使，輔臣李時、尚書夏言、張瓚為副使，冊封昭嬪、敬嬪、靜嬪。